# Марнер, Митч
Митчелл «Митч» Марнер (англ. Mitchell Marner; 5 мая 1997, Маркем, Канада) — профессиональный канадский хоккеист, правый нападающий НХЛ «Вегас Голден Найтс». На драфте НХЛ 2015 года выбран в первом раунде под четвёртым номером клубом «Торонто Мейпл Лифс».

## Игровая карьера

### Клубная карьера

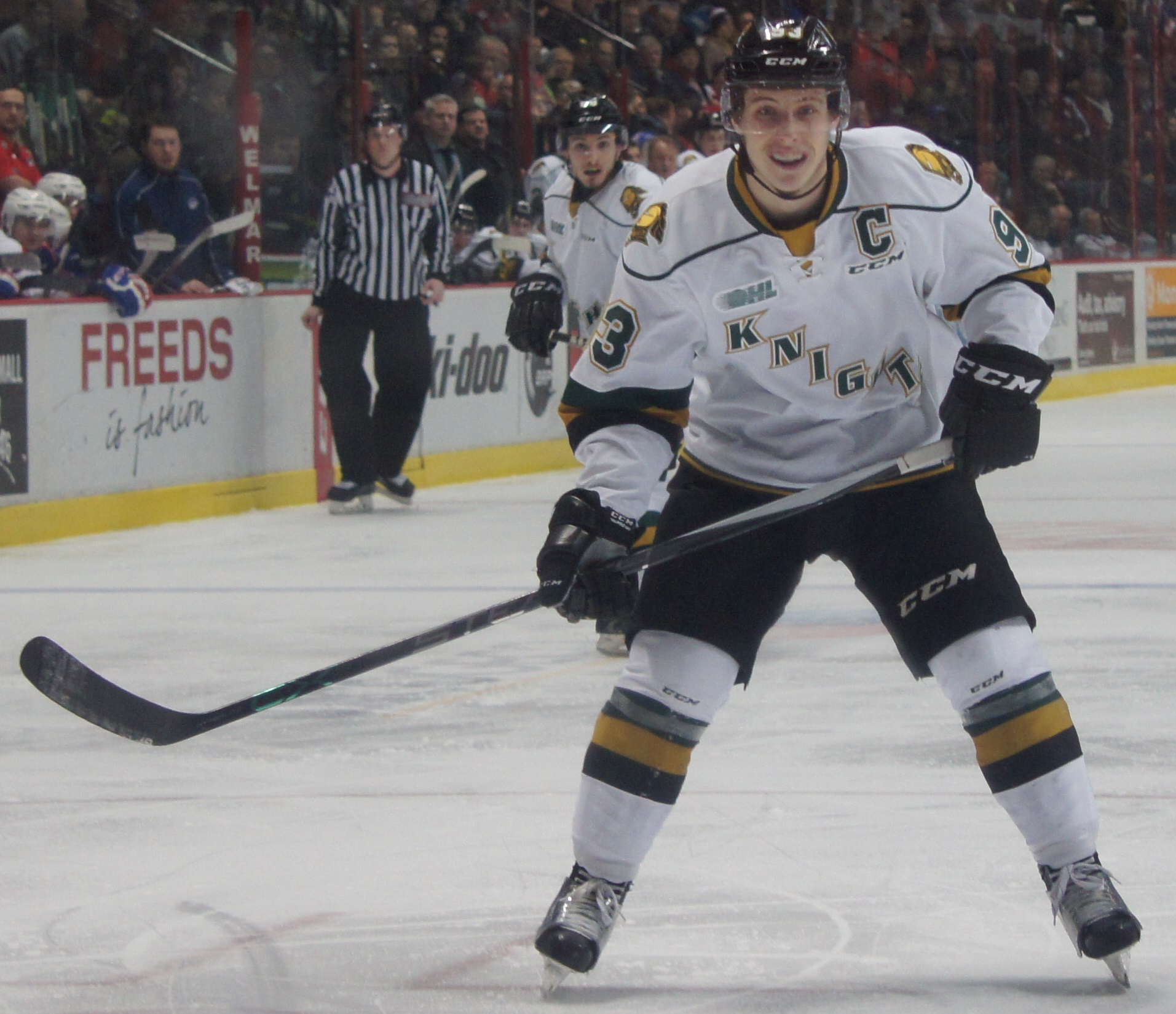
Марнер в составе «Лондон Найтс»

На молодёжном уровне Митч Марнер выступал в Хоккейной лиге Онтарио за клуб «Лондон Найтс». В 2015 году на драфте НХЛ Марнер был выбран в первом раунде под общим четвёртым номером «Торонто Мейпл Лифс», а уже 28 июля подписал с клубом первый контракт новичка, рассчитанный на три года.
Весь следующий сезон Марнер провёл в «Лондоне», с которым стал чемпионом ОХЛ и выиграл Мемориальный кубок. Сам Митч был признан самым ценным игроком Мемориального кубка и получил «Стэффорд Смайт Мемориал Трофи». Также Марнер был назван лучшим игроком OHL («Ред Тилсон Трофи»), самым ценным игроком плей-офф OHL («Уэйн Гретцки 99 Эворд») и игроком года Канадской хоккейной лиги.
Сезон 2016/17 Марнер начал в составе «Торонто». Первую шайбу он забросил уже во втором матче — в ворота Антона Худобина из «Бостон Брюинз». Марнер был признан лучшим новичком января. По итогам сезона Марнер стал третьим бомбардиром команды, а также лучшим ассистентом, набрав в 77 матче 61 (19+42) очко. При этом трижды по ходу чемпионата отдавал 3 результативные передачи за матч.
В сезоне 2017/18 таких матчей было уже 4, при этом в марте Марнер выдал серию из 11 матчей подряд с заработанными очками, всего набрав в них 16 (5+11) очков. В плей-офф в серии первого раунда против «Бостон Брюинз» набрал 9 очков, что однако не помогло «Торонто» пройти дальше.
30 июня 2025 года подписал новое восьмилетнее соглашение с «Торонто Мейпл Лифс» на сумму $96 млн, и сразу же был обменян в «Вегас Голден Найтс» на Николя Руа.

### В сборной
Будучи юниором в 2015 году выступал за сборную Канады на Мемориале Ивана Глинки и дважды участвовал в матче суперсерии за сборную OHL. В составе молодёжной сборной Канады Марнер принимал участие в чемпионате мира 2016 года, на котором канадцы выступили неудачно, проиграв финнам в четвертьфинале и заняв итоговое шестое место. В пяти матчах Марнер набрал 6 очков, разделив с Диланом Строумом первое место среди бомбардиров команды на турнире.
Во взрослую сборную Канады впервые был вызван после вылета «Торонто» из плей-офф в 2017 году для участия в чемпионате мира. На турнире канадцы по буллитам уступили в финале шведам (1:2Б), а Марнер, набрав 12 очков, стал вторым бомбардиром команды после Натана Маккиннона с 15 очками. При этом Митч поучаствовал в единственной голевой атаке сборной в финале, отдав результативный пас Райану О'Райлли, сравнявшему в 3-м периоде счёт.

## Статистика
| Легенда | Легенда                    | Легенда | Легенда                   | Легенда | Легенда    |
| ------- | -------------------------- | ------- | ------------------------- | ------- | ---------- |
| И       | Количество проведённых игр | Штр     | Штрафное время            | +/−     | Плюс-минус |
| Г       | Голы                       | П       | Голевые передачи          | О       | Очки       |
| -       | Статистика неизвестна      | —       | Статистика не учитывалась |         |            |